# چطور با تو وداع کنم
«چطور با تو وداع کنم» (به فرانسوی: Comment te dire adieu) ترانه‌ای است که خوانندهٔ پاپ فرانسوی فرانسواز اردی در سال ۱۹۶۸ اجرا کرده‌است. این قطعه از ترانهٔ انگلیسی‌زبان «خداحافظی دردناک است» (به انگلیسی: It Hurts to Say Goodbye) ساختهٔ آرنولد گالند اقتباس شده‌است. «خداحافظی دردناک است» را اولین بار مارگارت وایتینگ در سال ۱۹۶۶ اجرا کرد که موفقیت به‌خصوصی نداشت. یک سال بعد ویرا لین «خداحافظی دردناک است» را بازخوانی کرد که نسخهٔ او برای ۱۳ هفته در جدول ترانه‌های معاصر بزرگسالان حضور داشت و تا ردهٔ هفتم آن جدول صعود کرد.
اولین نسخهٔ فرانسوی زبان این ترانه «پیش از وداع» نام داشت که یک بالاد ارکسترال بود و ژینت رنو آن را در سال ۱۹۶۷ اجرا کرد. شعر «پیش از وداع» را میشل واندوم نوشته بود. در قطعه‌ای که فرانسواز اردی با نام «چطور با تو وداع کنم» منتشر کرد از شعر سرژ گنزبور استفاده شده اما تنظیم آن بر پایهٔ نسخه‌ای انگلیسی زبان از ترانه است که ارکستر جک گُلد اجرا کرده بودند. گنزبور که در آن زمان به‌تازگی رابطه‌اش با بریژیت باردو تمام شده بود شعری نوشت که مملو از کلماتی حاوی «EX» بود. او به اردی توصیه کرد در زمان اجرا، مکثی جزئی روی هجاهای «اِکس» دار داشته باشد تا به این‌شکل روی آن کلمه تأکید شود.
«چطور با تو وداع کنم» در زمان انتشارش در بلژیک، برای ۱۹ هفته جزو پرفروش‌ترین ترانه‌های آن کشور بود.

## موقعیت در چارت‌های موسیقی
| چارت (۱۹۶۸–۱۹۶۹)            | بالاترین جایگاه |
| --------------------------- | --------------- |
| فرانسه (IFOP)               | ۱۱              |
| بلژیک (اولتراتاپ ۵۰ والونی) | ۳               |
| ژاپن (Oricon)               | ۴۰              |